# Rete tranviaria di Francoforte sul Meno
La rete tranviaria di Francoforte sul Meno è la rete tranviaria che serve la città tedesca di Francoforte sul Meno.

## Rete
La rete si compone di 10 linee:
- 11 Fechenheim, Schießhüttenstraße - Höchst, Zuckschwerdtstraße
- 12 Fechenheim, Hugo-Junkers-Str. - Schwanheim, Rheinlandstraße
- 14 Gallus, Mönchhofstraße - Bornheim, Ernst-May-Platz
- 15 Niederrad, Haardtwaldplatz - Offenbach, Stadtgrenze
- 16 U Ginnheim - Offenbach, Stadtgrenze
- 17 Rebstockbad - Neu-Isenburg, Stadtgrenze
- 18 Sachsenhausen, Louisa Bf  - Preungesheim, Gravensteiner-Platz
- 19 Sachsenhausen, Louisa Bf - Schwanheim, Rheinlandstraße(linea di rinforzo)
- 20 Hauptbahnhof - Stadion Straßenbahn(linea di rinforzo)
- 21 Nied, Kirche - Stadion Straßenbahn